# Арсакион

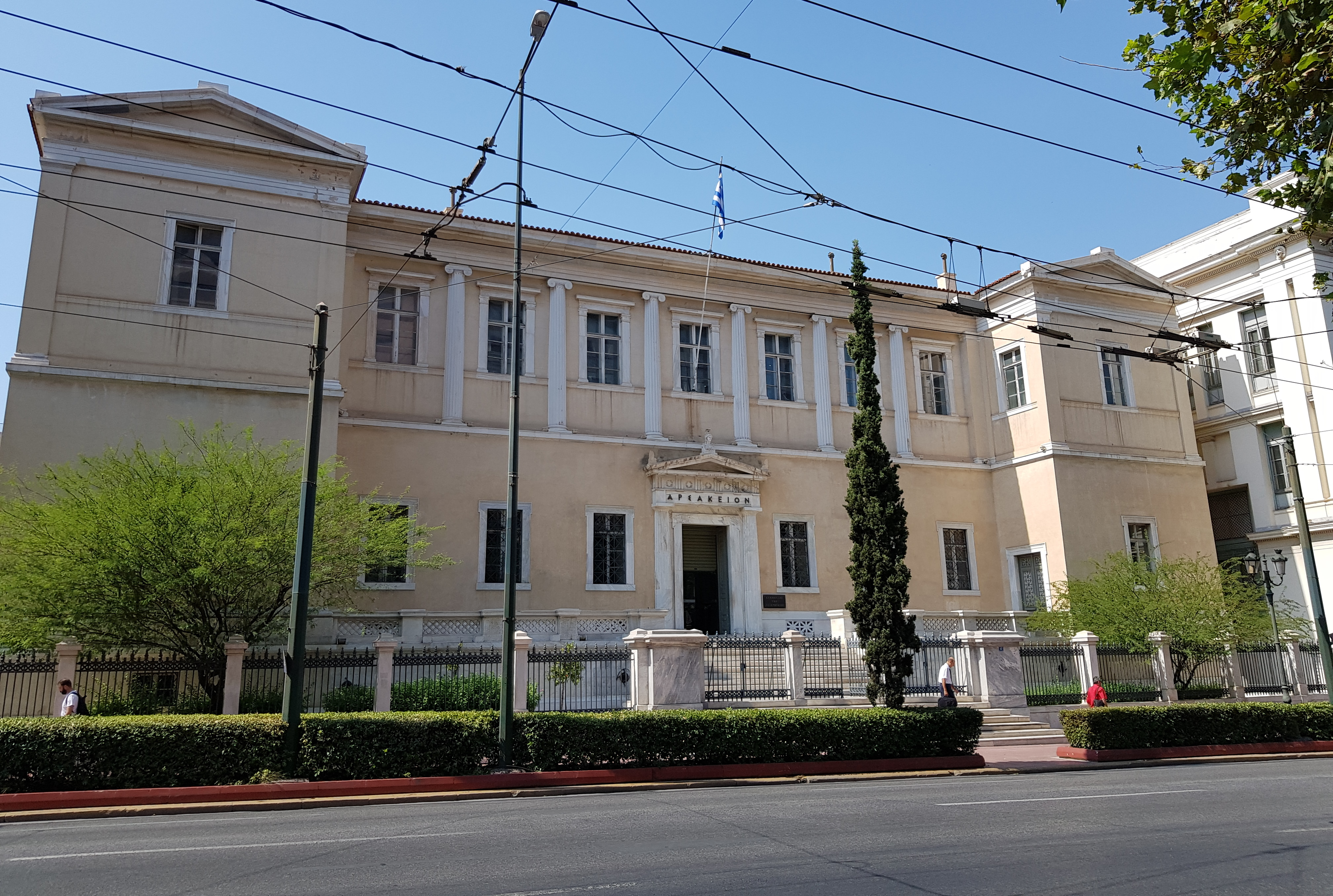
Женская школа Арсакион на улице Панепистимиу в Афинах, построенная в 1846—1852 гг. Архитектор Лисандрос Кавтадзоглу. Ныне — Государственный совет Греции

Арсакион (Арсакеон, греч. Αρσάκειον ή Αρσάκειο) — название группы частных школ совместного обучения в Греции и Албании, управляемых некоммерческой организацией «Общество друзей образования» (Φιλεκπαιδευτική Εταιρεία). Включает в себя шесть школ в городах Психикон, Аниксис, Салоники, Патры, Янина и — с недавнего времени — в столице Албании, городе Тирана, с общей численностью более 9 тысяч обучающихся.

## История
«Общество друзей образования» основано в 1836 году, после создания Королевства Греция, чтобы восполнить пробел в образовании — отсутствие женских школ. Инициаторами создания «Общества» были археолог и педагог Иоаннис Кокконис, просветитель Георгиос Геннадиос и архимандрит Мисаил (Апостолидис). В «Общество друзей образования» вошли ветераны Греческой революции, епископы, политики, советники министров, судьи, епископы и учёные. Среди первых участников были судья Анастасиос Полизоидис, писатель Александрос Рангавис, преподаватель Иоаннис Вурос, номарх Георгиос Эниан, первый ректор Афинского университета Констандинос Схинас, Николаос Костис, генерал Теодорос Колокотронис, генерал Димитрис Плапутас, Канеллос Делияннис, политик Андреас Лондос, автор национального гимна Дионисиос Соломос и другие.
Школу Арсакион содержал Апостол Арсаке и в 1850 году она была названа в его честь. «Общество» в 1842 году приобрело участок в Афинах у женского монастыря Агиас (Богоматери Живоносный Источник), расположенного на острове Андрос. Здание школы Арсакион построено в 1846—1852 гг. по проекту наиболее известного греческого архитектора того времени Лисандроса Кавтадзоглу. Первоначально это была женская школа-интернат на улице Панепистимиу в центре Афин. При школе было педагогическое училище. По окончании курса воспитанницы расходились на места гувернанток или учительниц в провинциальные школы. Выпускниц училища отправляли для поддержки греческого языка и культуры в Македонию до её освобождения  греческой армией в 1913 году в ходе Балканских войн.
Вдова барона Михаила Тосицас, Элени Тосица (Ελένη Τοσίτσα; 1796—1866) за 170 тысяч драхм купила участок и оплатила постройку женской школы Арсакион для экстерната на улице Стадиу по проекту Лисандроса Кавтадзоглу. Школа была названа «Тосицион» (Τοσίτσειον) в память о Элени Тосица. Здание было передано «Обществу» 22 февраля 1867 года, после её смерти. Школе Элени Тосица дополнительно завещала 20 тысяч драхм на содержание. Школа имела четыре классных комнаты, большой парадный зал и просторный вестибюль. Через сад школа сообщалась с главным зданием Арсакиона. Мраморный фасад выходил на улицу Стадиу.
В 1927 году был куплен участок в Психиконе. Строительство школы началось в 1931 году.
6 октября 1937 года была открыта школа в особняке юриста Г. Аргиропулоса, построенном по проекту Эрнста Циллера. Во время Второй мировой войны здесь разместили пожарную службу. После войны здание снова функционировало как школа «Тосицион» до 1972 года. В 1972—2014 годах здание использовалось муниципальной школой.
В 1969 году началось строительство нового здания в местности «Бояти» (Μπογιάτι) между Дросьей, Экали и Аниксисом, в котором с сентября 1972 года размещается школа «Арсакион-Тосицион».
В 1984—1989 гг. школа Арсакион в Афинах была отреставрирована и здание занял Государственный совет Греции.
В 1999 году открыта школа Арсакион в албанской столице Тиране.

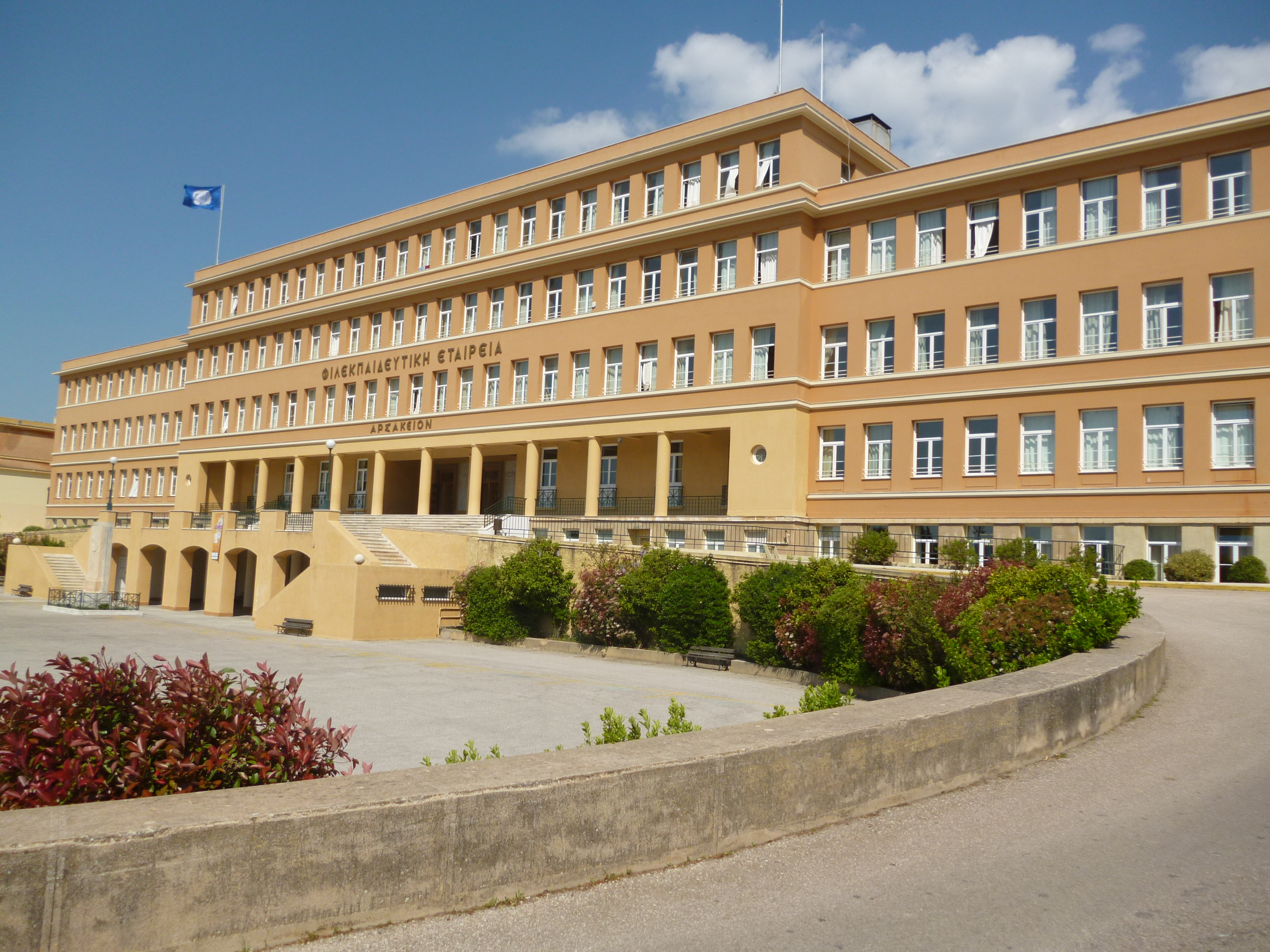
Школа Арсакион в Психиконе
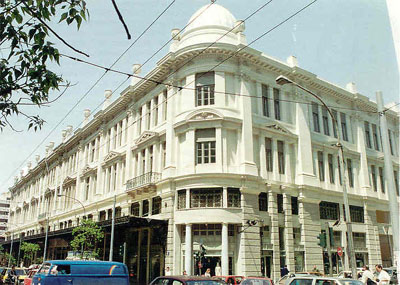
Школа Арсакион в Салониках